# 1998 aux Territoires du Nord-Ouest
Chronologie des Territoires du Nord-Ouest
- 1994
- 1995
- 1996
- 1997
- 1998
- 1999
- 2000
- 2001
- 2002

Cette page concerne les événements survenus en 1998 dans le territoire canadien des Territoires du Nord-Ouest.

## Politique
- Premier ministre : Don Morin puis Goo Arlooktoo (par intérim) et Jim Antoine
- Commissaire :
- Législature :